# Antje Kempe

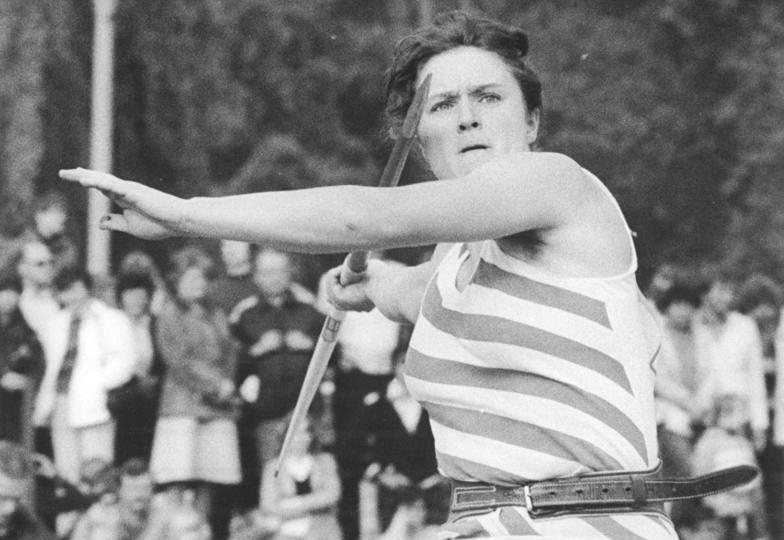
Antje Kempe auf dem Leichtathletiksportfest in Jena, 1983

Antje Kempe, ab 1984 verheiratete Zöllkau, (* 23. Juni 1963 in Saalfeld/Saale) ist eine ehemalige deutsche Leichtathletin, die – für die DDR startend – bei den Europameisterschaften 1982 die Silbermedaille im Speerwurf gewann.

## Sportkarriere
Sie gewann bei den Leichtathletik-Junioreneuropameisterschaften 1981 Silber (60,60 m). Zweite wurde sie auch ein Jahr später bei den Europameisterschaften 1982 in Athen (65,12 - 67,94 m - 62,08 - 58,92 - 57,10 - 57,42). Am 22. Mai 1983 stellte sie in Sofia mit 71,00 m einen DDR-Rekord auf und übertraf damit als erste deutsche Frau die 70-Meter-Marke (Weltrekord zu diesem Zeitpunkt: 74,20 m, Sofia Sakorafa, Griechenland). Bei den Weltmeisterschaften 1983 in Helsinki wurde sie Elfte (58,82 m) und beim Europacup 1983 Zweite. Ihre persönliche Bestweite von 72,16 m erzielte sie 1984.
Die DDR-Meisterin des Jahres 1983 startete für den SC Motor Jena und später für den OSC Berlin. Nach der Wende trat sie bereits ab 1990 für die MTG Mannheim an. In ihrer aktiven Zeit war sie 1,72 m groß und 71 kg schwer. In den nach der Wende öffentlich gewordenen Unterlagen zum Staatsdoping in der DDR fand sich bei den gedopten Sportlerinnen auch der Name von Kempe. Gemeinsam mit Helge Zöllkau hat sie einen Sohn.
1984 wurde sie mit dem Vaterländischen Verdienstorden in Silber ausgezeichnet.